# Kirhalashi, Khanapur
Kirhalashi là một làng thuộc tehsil Khanapur, huyện Belgaum, bang Karnataka, Ấn Độ.